# Clarabella Koe
Clarabella Koe (Engels: Clarabelle Cow) is een antropomorfe koe, bedacht door Ub Iwerks en Walt Disney. Ze had vooral een belangrijke rol in veel tekenfilm- en stripverhalen van Disney in de jaren 30 en 40 van de 20e eeuw.

## Rol in de verhalen
Clarabella duikt op in de meeste verhalen waarin ook Mickey Mouse, Minnie Mouse, Karel Paardepoot en Goofy meedoen. Ze is een lid van de Duckstadse damesclub.  Haar steevaste verloofde is Karel Paardepoot. In het Donald Duck Weekblad woont ze ook met hem samen, maar een huwelijk zit er niet in. Ze staan erom bekend dat ze regelmatig ruzie maken over allerlei huisregels, ergernissen aan elkaar en andere zaken.

## Tekenfilms

### Klassieke tekenfilms
1. 1928 - Plane Crazy
2. 1928 - Steamboat Willie
3. 1929 - The Plow Boy
4. 1929 - Mickey's Choo-Choo
5. 1929 - The Karnival Kid
6. 1930 - The Baryard Concert
7. 1930 - The Shindig
8. 1930 - The Chain Gang
9. 1931 - The Birthday Party
10. 1931 - Blue Rhythm
11. 1931 - The Baryard Broadcast
12. 1931 - The Beach Party
13. 1932 - Barnyard Olympics
14. 1932 - Mickey's Revue
15. 1932 - The Whoopee Party
16. 1932 - Touchdown Mickey
17. 1932 - Parade of the Award Nominees
18. 1933 - Mickey's Mellerdrammer
19. 1933 - Ye Olden Days
20. 1933 - Mickey's Gala Premiere
21. 1934 - Camping Out
22. 1934 - The Orphan's Benefit
23. 1935 - The Band Concert
24. 1935 - On Ice
25. 1935 - Mickey's Fire Brigade
26. 1935 - Mickey's Grand Opera
27. 1936 - Mickey's Polo Team
28. 1938 - Mickey's Amateurs
29. 1941 - The Orphan's Benefit
30. 1942 - All Together
31. 1942 - Mickey's Birthday Party
32. 1942 - Symphony Hour

### Tekenfilms uit de jaren tachtig, negentig en 2000
1. 1983 - Mickey's Christmas Carol
2. 1988 - Who Framed Roger Rabbit
3. 1990 - The Prince and the Pauper
4. 2004 - Mickey, Donald, Goofy: The Three Musketeers (direct-naar-video)
5. 2006 - Mickey Mouse Clubhouse
6. 2013 - Get a Horse!
7. 2015/2016 - ¡Felíz Cumpleaños!/ No Reservations (tv-serie Mickey Mouse)

### Stemacteurs
De originele stem van Clarabella Koe is onder andere ingesproken Marcellite Garner, Elvia Allman, June Withers en April Winchell.

De Nederlandse stem van Clarabella Koe is onder andere ingesproken door de stemactrices Lucie de Lange en Marloes van den Heuvel.

## Als stripfiguur
Haar debuut als stripfiguur maakte
Clarabella Koe in 1930, twee jaar nadat ze voor het eerst in een tekenfilm te zien was geweest. In de jaren 30 verschenen er in de Amerikaanse kranten enkele langere vervolgstripverhalen met veelal Mickey Mouse in de hoofdrol, waarin ook voor Klareballa Koe een belangrijke rol was weggelegd. Later verscheen ze vooral in kortere verhalen, waarvan de meeste in  Donald Duck zijn gepubliceerd. In 2007 stond er een eenpaginastrip met Klarabella Koe in de hoofdrol op  de achterkant van Donald Duck.

### Stripverhalen (selectie)
- Mickey Mouse In Death Valley (1930)
- Mickey Mouse and the Ransom Plot (1931)
- Race for Riches (1935)